# SebastiAn

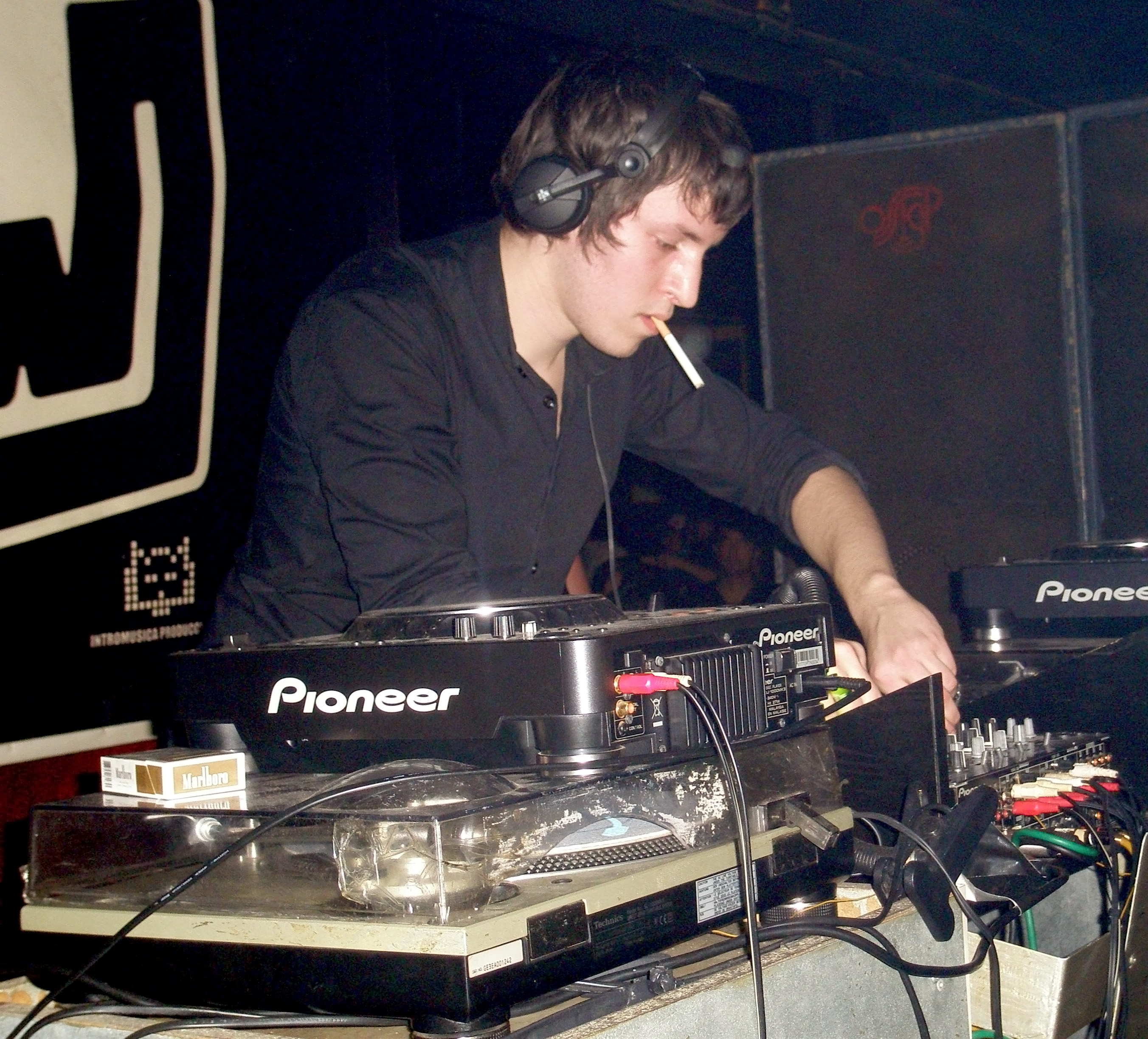
SebastiAn

SebastiAn (artiestennaam van Sebastien Akchoté-Bozović; 3 februari 1981) is een Franse electro-dj. Zijn familie komt uit het voormalig Joegoslavië. De broer van SebastiAn, Noel Akchoté is een bekende jazzmuzikant.
Toen SebastiAn vijftien was begon hij, met behulp van elektronische apparaten, muziek te produceren. Dit deed hij samen met twee leden van de rapband Cercle Viceux. Rond die dezelfde tijd ontmoette hij ook Jean-Louis Costes. Costes is een radicaal figuur uit Parijs, hij is muzikant, regisseur en schrijver. SebastiAn maakte zijn debuut op Costes' album Nik Ta Race, wat een mix was tussen rock en rap. 
In 2004 gaf Sebastian zijn demo's aan Pedro Winter die hem meteen bij Ed Banger Records onder contract zette. Zijn eerste ep, genaamd Smoking Kills? kwam uit in 2005 onder Ed Banger Records.
Een serie van remixes volgde, onder andere van Annie, Daft Punk, Cut Copy, Revl9n en labelgenoot Uffie. In de zomer van 2006 bracht hij zijn ep Ross Ross Ross uit, samen met een remix voor Kelis.
In 2007 maakte Sebastian zijn soundtrack voor Mr. Oizo's film Steak, samen met Sébastien Tellier en Mr. Oizo.
Begin 2008 kwam zijn derde ep uit genaamd Motor. Het nummer Momy van die ep is onder andere te horen op de verzamel-cd, Live At Pukkelpop 2008 van Dr. Lektroluv.
Najaar 2008 is er een verzamel-cd van SebastiAns remixes uitgekomen, genaamd Remixes.
In 2011 is SebastiAns debuutalbum  Total uitgekomen.

## Discografie

### Albums
- Remixes (verzamel-cd) (2008)
- Total (2011)

### Ep's
- Smoking Kills? (2005)
- Ross Ross Ross (2006)
- Motor (2008)

### Remixes
- Kelis - Bossy (2006)
- Mylo - Paris Four Hundred (2006)
- The Rapture - Get Myself Into It (2006)
- Kavinsky - Testarossa Autodrive (2007)
- Editors - Camera (2007)
- The Rakes - We danced toghether (2007)
- Bloc Party - I Still Remember (2007)
- Klaxons - Golden Skans (2007)
- Rage Against the Machine - Killing in the Name (2007)
- Sébastien Tellier - Sexual Sportswear (2007)
- Das Pop - Fool For Love (2007)
- The Kills - Cheap & cheerfull (2008)